# Jakovlev

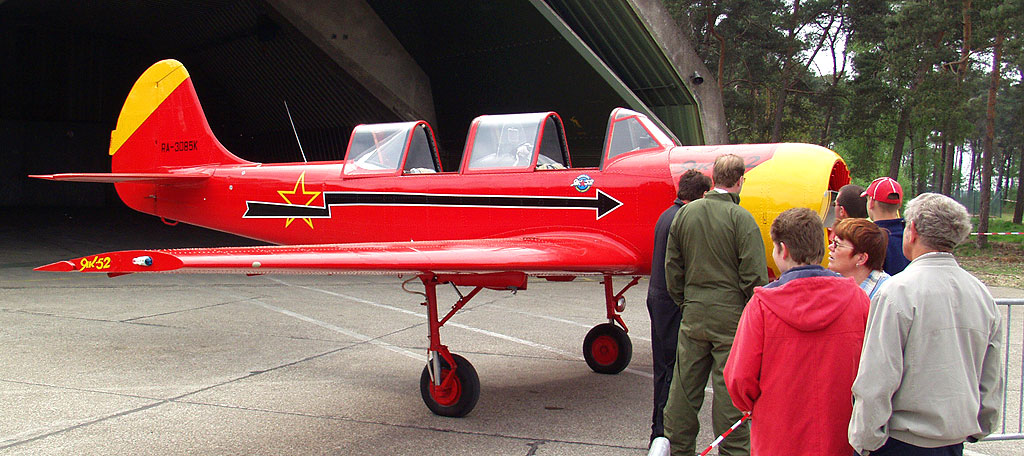
Ett plan tillverkat av Jakovlev (Jak-52)

Jakovlev är en rysk flygplanstillverkare som tillverkar både civila och militära flygplan och helikoptrar. Under Sovjetunionens tid var de ledande inom VTOL (se Jakovlev Jak-38) och vikbara vingar. De har klarat sig sämre än en del andra före detta sovjetiska flygplanstillverkare efter Sovjetunionens sammanbrott.

## Modeller

### Helikoptrar
- Jakovlev Jak-24

### Flygplan
- Jakovlev Jak-1
- Jakovlev Jak-9
- Jakovlev Jak-28
- Jakovlev Jak-38
- Jakovlev Jak-40
- Jakovlev Jak-42
- Jakovlev Jak-50
- Jakovlev Jak-52